# Paguas de Arroyo Grande
Paguas de Arroyo Grande är en ort i Mexiko.   Den ligger i kommunen Gutiérrez Zamora och delstaten Veracruz, i den sydöstra delen av landet, 240 km nordost om huvudstaden Mexico City. Paguas de Arroyo Grande ligger 36 meter över havet och antalet invånare är 215.
Terrängen runt Paguas de Arroyo Grande är huvudsakligen platt, men åt sydväst är den kuperad. Terrängen runt Paguas de Arroyo Grande sluttar österut. Runt Paguas de Arroyo Grande är det tätbefolkat, med 331 invånare per kvadratkilometer. Närmaste större samhälle är Gutiérrez Zamora, 7,3 km sydost om Paguas de Arroyo Grande. Omgivningarna runt Paguas de Arroyo Grande är en mosaik av jordbruksmark och naturlig växtlighet.